# Korneliusz Nepos
Korneliusz Nepos (łac. Publius (?) Cornelius Nepos; ur. ok. 110 p.n.e., zm. ok. 24 p.n.e.) – rzymski erudyta, historyk i biograf.
W różnych dotychczasowych opracowaniach dopuszczane różne daty jego śmierci (nie wcześniej jednak niż w 27 p.n.e.) i narodzin. Niepewne jest też (rzadko wymieniane) jego imię (praenomen).

## Życie i dzieło
Pochodził z Insubrii w Galii Przedalpejskiej (Transpadańskiej), być może z Ticinum. Nie uczestniczył w życiu politycznym, zajmując się wyłącznie działalnością literacką (według świadectwa Pliniusza Młodszego był także poetą). Obecny jednak w czynnym życiu intelektualnym jako zaprzyjaźniony m.in. z poetą Katullusem, wydawcą Pomponiuszem Attykiem i Cyceronem oraz innymi przedstawicielami rzymskiej elity kulturalnej.
Autor jednych z pierwszych znanych biografii, nie będący jednak kreatorem tego literackiego gatunku, wówczas niezbyt popularnego, uważanego za podrzędny i uprawiany przez ówczesnych historyków tylko w postaci wątków biograficznych.
Napisał pełną biografię Cycerona oprócz wielu innych zwięźlejszych biogramów. Do najważniejszych zachowanych pism należy zbiór O wybitnych mężach zawierający szczegółowe życiorysy, m.in. Miltiadesa, Temistoklesa, Alkibiadesa, Hannibala, Katona i Pomponiusza Attyka. W przedmowie do niego Nepos wskazywał problemy poruszane w biografiach. Dzieło to jako jedyne przetrwało do dziś, pozostałe prace Neposa zaginęły. W swych biografiach historyk opisywał porównawczo życiorysy sławnych Rzymian i innych wybitnych dziejowych postaci. Pisał bardzo czystą i przystępną łaciną, lecz jego twórczość bardziej skupiała się na stylistyce niż na historycznej wierności. Dziś ocenia się, iż wskutek zarzutów o brak ścisłości nie przedstawiają one nadmiernej wartości historycznej. Mimo to są w istocie jedynymi ocalałymi ze starożytności biografiami, ujawniającymi liczne nieznane fakty i nierzadko krytycznie opisującymi historyczne zdarzenia. Pisma te wywarły znaczny wpływ na późniejszych biografów (np. Plutarcha): 
- Chronica (Kronika) – pierwsze (ujęte w 3 księgach) z chronologicznym zarysem historii świata od czasów mitycznych (zachowane jedynie w drobnych fragmentach)
- Exempla (Przykłady) – zbiór anegdot historycznych i ciekawostek przyrodniczych z własnymi refleksjami (wykorzystywany m.in. przez Swetoniusza i Gelliusza)
- De viris illustribus[1] (O wybitnych mężach), podzielone na części:

a) De excellentibus ducibus exterarum gentium (O wielkich wodzach-obcokrajowcach), 22 zachowane do naszych czasów biografie greckich wodzów;
b) De Latinis historicis (O historykach łacińskich), zachowane 2 biografie (Katona Starszego oraz Tytusa Pomponiusza Attyka)
W dziejach literatury za jego doniosłą zasługę uznaje się wprowadzenie tematyki greckiej do prozy rzymskiej. Jako dziejopis w Chronica nowatorsko zastosował chronologizację przyjmującą za podstawę datę założenia Rzymu (754/753 p.n.e.).